# Opostega praefusca
Opostega praefusca là một loài bướm đêm thuộc họ Opostegidae. Nó được Edward Meyrick miêu tả năm 1913. Nó được tìm thấy ở Transvaal, Nam Phi.